# Bartholina
Bartholina é um género botânico pertencente à família das orquídeas (Orchidaceae).

## Espécies
1. Bartholina burmanniana (L.) Ker Gawl., Brand. J. Sci. 4: 204 (1818).
2. Bartholina ethelae Bolus, J. Linn. Soc., Bot. 20: 472 (1884).